# Alcídice
Alcídice (en grec antic: Ἀλκιδίκη) va ser, segons la mitologia grega, una princesa d'Arcàdia, filla d'Àleu. Es va casar amb Salmoneu, fill d'Èol i d'Enàrete.
Van tenir una filla, Tiro, que segons Diodor de Sicília era d'una bellesa extraordinària. Alcídice va morir, i Salmoneu es va tornar a casar amb Sidero, una dona geniüda que maltractava Tiro.